# منتخب هونغ كونغ للكريكت
منتخب هونغ كونغ للكريكت هو ممثل هونغ كونغ الرسمي في المنافسات الدولية في الكريكت .